# Beau Bassin
Beau Bassin (Rose Hill) – miasto na Mauritiusie, w zachodniej części wyspy, ośrodek administracyjny dystryktu Plaines Wilhems. Około 104,8 tys. mieszkańców (2014). Drugie co do wielkości miasto kraju. Głównie funkcje mieszkaniowe i handlowo-usługowe; przemysł odzieżowy, materiałów budowlanych.